# Emotional
Emotional (1986) is het vierde studioalbum van de Oostenrijkse muzikant Falco, uitgegeven in 1986.

## Informatie
Het album in geproduceerd in 1985/1986. Het was het tweede album van Falco in samenwerking met Nederlandse producenten Bolland & Bolland. De eerste single was The sound of musik. De volgende single was Coming home (Jeanny part II, one year later), wat de top van de Duitse hitlijsten wist te bereiken. Het was het vervolg op Falco's lied Jeanny, van het album Falco 3. Het lied gaat over Jeanny, die door de hoofdpersoon, gespeeld door de zanger in het voorgaande lied is ontvoerd.
De albumhoes bevat een afbeelding uit de promovideo voor het lied Emotional, het eerste nummer op het album. Het is een hommage aan een achtergrond gebruikt door Elvis Presley voor zijn "comeback special" van 1968.

## Hitlijsten
| Jaar | Albums    | O | CH | VK | D | VS | N |
| ---- | --------- | - | -- | -- | - | -- | - |
| 1986 | Emotional | 1 | 5  | -  | 1 | -  | 7 |

## Tracks
1. "Emotional"- 4:52
2. "Kamikaze cappa" - 5:10
3. "Crime time" - 4:24
4. "Cowboyz and indianz" - 5:46
5. "Coming home (Jeanny part ii, one year later)" - 5:32
6. "The star of moon and sun" - 5:19
7. "Les nouveaux riches" - 4:31
8. "The sound of musik" - 4:56
9. "The kiss of Kathleen Turner" - 7:32